# مايك كينج (متسابق)
مايك كينج (بالإنجليزية: Mike King)‏ مواليد 30 يونيو 1969 في واشنطن العاصمة، هو دراج أمريكي سابق.

## روابط خارجية
- مايك كينغ على موقع أرشيف الدراجات (الإنجليزية)